# 인구지리학
인구지리학(Population geography)은 인구분포·인구구성·인구증감 등 문제를 지역적으로 연구하는, 인문지리학의 한 분야이다.